# Anno Hegirae
Islámský letopočet, označovaný Anno Hegirae (latinsky „roku Hidžry“, zkratka A. H. nebo AH) označuje letopočet používaný v islámském kalendáři, který se počítá od roku 622 n. l. Nyní je rok 1446 islámského letopočtu.
Jako výchozí bod pro počítání let je zvolena událost zvaná Hidžra, odchod proroka Mohameda a jeho stoupenců do Medíny považovaný za počátek nového náboženství, islámu. Prvním dnem letopočtu je 1. den měsíce al-muharram roku 1 Anno Hegirae, který odpovídá 16. červenci (či 19. dubnu)[ujasnit] roku 622 občanského – juliánského kalendáře. Protože islámský kalendář je lunární, má rok islámského letopočtu délku 12 měsíců řídících se fázemi Měsíce (synodickým měsícem), které odpovídají 354 nebo 355 dnům. Islámský rok je tedy o přibližně 11 dní kratší než rok občanského kalendáře a než rok tropický, tedy doba oběhu Země kolem Slunce. Začátek roku je proto vůči občanskému kalendáři i ročním obdobím pohyblivý.
Oproti našemu letopočtu je islámský letopočet nižší (začal se počítat později), ale běží rychleji (roky jsou kratší). Rozdíl 622 islámský letopočet rychlejším během „dožene“ v roce 20 874, kdy se bude v obou systémech psát stejný rok.

## Převody letopočtů
K základní orientaci lze použít následující vzorce:
{\displaystyle I={\frac {33(G-622)}{32}}}
{\displaystyle G={\frac {32I}{33}}+622}
G – gregoriánský kalendář, I – islámský kalendář
zlomek představuje přibližný rozdíl v délce roků o 1/33, 622 rozdíl v počátcích kalendářů (Hidžra − domnělé narození Krista)
Přesnější výsledek dostaneme s použitím přesnějších desetinných čísel:
I = (G − 621,5709) × 1,0306888
G = I : 1,0306888 + 621,5709
Pozor! Roky obou kalendářů si vzhledem k rozdílné délce nikdy přesně neodpovídají. Je tedy potřeba počítat, že rok G odpovídá roku I/I+1, rok I rokům G/G+1 – pro přesnější zjištění je potřeba ověřit datum islámského nového roku nebo do výpočtu dosadit i část roku, tedy připočíst: pořadové číslo dne v roce / počet dní v roce.